# WIN350

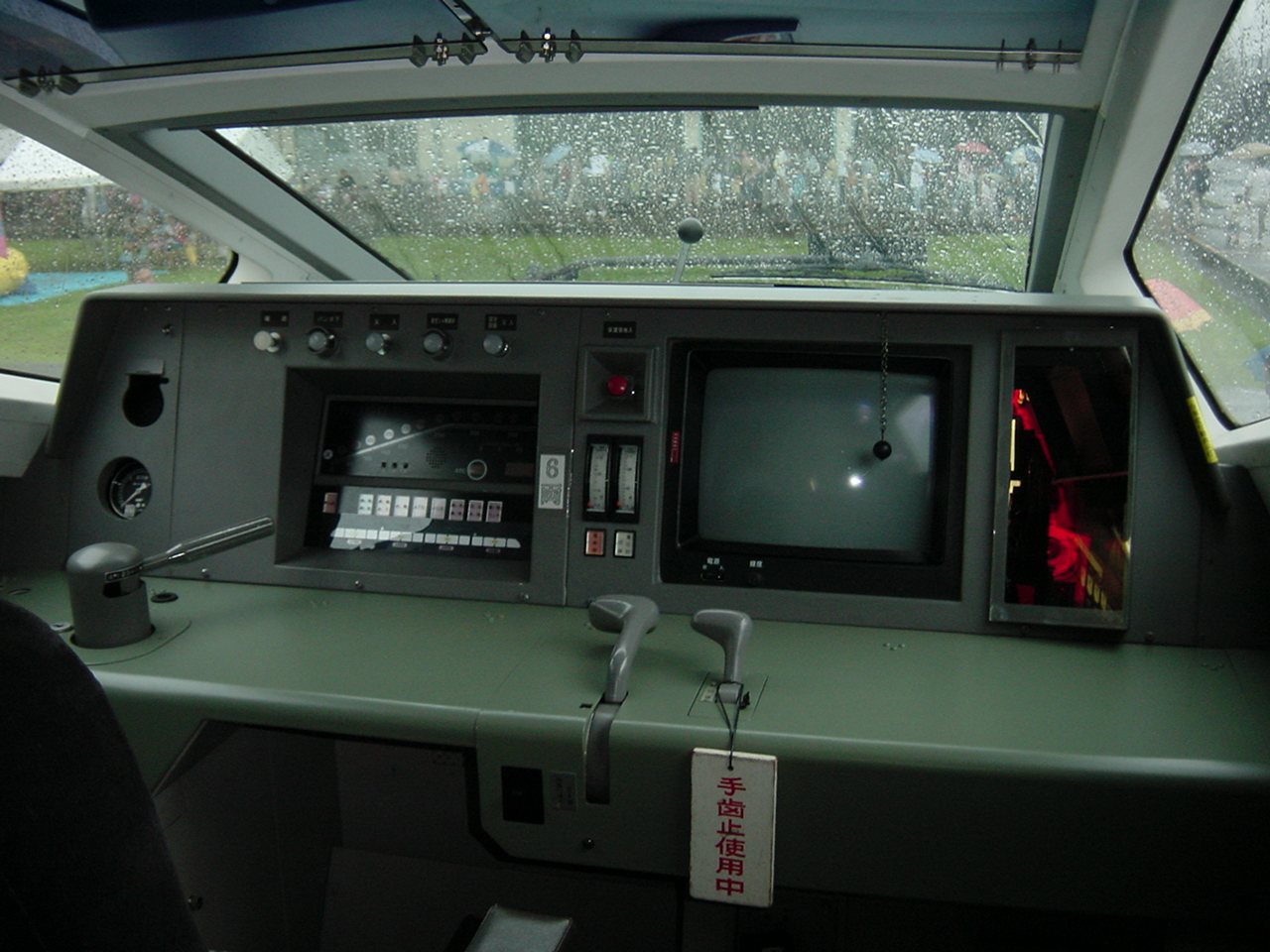
A motorvonat vezetőállása

A WIN350 egy kísérleti japán billenőszekrényes nagysebességű 25 kV 60 Hz AC áramrendszerű villamos motorvonat volt. Összesen egy hatrészes szerelvényt gyártott a Hitachi és a Kawasaki Heavy Industries közösen 1992-ben. 1992 és 1995 között állott forgalomban. A JR Central üzemeltette, hogy tapasztalatokat szerezzen a 350 km/h vagy nagyobb sebességű közlekedésben. Ezt a sebességet 1994-ben érte le. Nevét a 350 km/h-s sebességéről kapta.
A motorvonat két különböző orrkialakítással és különböző áramszedőkkel készült. Csak négy kocsi rendelkezett ülésekkel.
A vonat 1992 augusztus 6-án 345,8 km/h sebességet ért el a Szanjó Sinkanszen vonalon. Két nappal később, augusztus 8-án, 350,4 km/h sebességet ért el a Ogōri (most Shin-Yamaguchi) és Shin-Shimonoseki állomás között. Ezzel megdöntötte az addigi sebességrekordot.

## Megőrzése
A hatrészes motorvonatot 1996 május 31-én selejtezték le, de két kocsit megőriztek. Az egyik vonófej  Maibarából az oszakai Modern Transportation Museumba fog kerülni. A másik jelenleg a Hakata Sinkanszen Depotban van.